# Ley de Ordenación Urbanística de Andalucía
La Ley de Ordenación Urbanística de Andalucía desarrolla conforme a la Constitución Española y el Estatuto de Autonomía de Andalucía, las competencias que en materia de legislación urbanísticas tiene atribuidas la Junta de Andalucía.
Como consecuencia de la sentencia 61/1997 del Tribunal Constitucional, el Parlamento de Andalucía aprobó la ley 1/1997, de 18 de junio, por la que se aprobaba de forma urgente y transitoria disposiciones en materia de régimen de suelo y ordenación urbana, en la que básicamente recupera como texto legislativo propio la parte anulada por la sentencia de la Ley sobre régimen del Suelo y ordenación urbana de 1992, ley del suelo estatal de 1992.
La ley, conserva el principio de la función pública del urbanismo y establece mecanismos para fomentar la iniciativa privada en el desarrollo de la actividad urbanística. No obstante, tampoco ha sido capaz de erradicar los problemas que salpican de corrupción urbanística en distintos puntos de la geografía andaluza.

## Objetivos
Como objetivos de la ley se pueden establecer:
- Dotar a la Comunidad de una legislación específica propia en aspectos urbanísticos, en el marco de la ordenación del territorio.
- Una ley que cree en los conceptos de desarrollo sostenible e incentiva la calidad de vida
- Mejora de las ciudades existentes.
- Fomento de la intervención pública en el mercado del suelo.
- Persigue la simplificación de los procesos de planificación y ejecución del planeamiento.
- Desarrolla y fomenta la participación pública, la transparencia, publicidad y concurrencia.

## Implantación del planeamiento en Andalucía
Seguidamente se muestra el desarrollo de la implantación de los instrumentos de Planeamiento general en Andalucía. Se puede apreciar el gran avance en este aspecto se ha producido a partir de la ley de ordenación urbanística de 2002. Los cuadros inferiores muestran la evolución en 1981 y 1990 que en algunos casos partían de una situación inexistente. El gran desarrollo del planeamiento también ha propiciado la aparición de casos de corrupción urbanística en algunas corporaciones municipales.

### Planeamiento en 2009
| Provincia | Municipios tot. | Supf. tot. | Planes    | Supf. planificada | Población afectada |
| --------- | --------------- | ---------- | --------- | ----------------- | ------------------ |
| Almería   | 102             | 8.769      | 95 (93%)  | 7.858 (90%)       | 464.525 (73%)      |
| Cádiz     | 44              | 7.443      | 37 (84%)  | 5.353 (72%)       | 850.001 (71%).     |
| Córdoba   | 75              | 13.770     | 58 (77%)  | 12.087 (88%)      | 722.633 (92%)      |
| Granada   | 168             | 12.644     | 139 (83%) | 11.561 (91%)      | 828.415 (95%).     |
| Huelva    | 79              | 10.152     | 68 (86%)  | 8.706 (86%)       | 453.94 (92%).      |
| Jaén      | 97              | 13.482     | 89 (92%)  | 12.763 (95%)      | 629.446 (95%)      |
| Málaga    | 101             | 7.310      | 68 (67%)  | 6.164 (84%)       | 1.456.714 (97%).   |
| Sevilla   | 105             | 14.042     | 91 (87%)  | 12.070 (86%)      | 1.670.617 (91%).   |
| Andalucía | 771             | 87.612     | 645 (87%) | 76.562 (87%)      | 7.076.295 (89%).   |

### Planeamiento en 1981 y 1990
| Provincia | Planes (1981) | Supf. (1981) | Poblac. afectada (1981) | Planes (1990) | Supf. (1990) | Poblac. afectada (1990) |
| --------- | ------------- | ------------ | ----------------------- | ------------- | ------------ | ----------------------- |
| Almería   | 39 (38%)      | 1.422 (16%)  | 17.711 (3%)             | 53 (52%)      | 2.791 (32%)  | 59.554 (9%)             |
| Cádiz     | 0             | 0            | 0 (0%)                  | 4 (9%)        | 863 (12%)    | 107.602 (9%)            |
| Córdoba   | 0             | 0            | 0 (0%)                  | 13 (17%)      | 2.254 (16%)  | 51.352 (7%)             |
| Granada   | 6 (4%)        | 447 (4%)     | 9.798 (1%)              | 25 (15%)      | 2.575 (20%)  | 93.728 (11%).           |
| Huelva    | 3 (4%)        | 348 (3%)     | 6.188 (1%)              | 9 (11%)       | 735 (7%)     | 14.469 (3%).            |
| Jaén      | 6 (6%)        | 883 (7%)     | 9.488 (1%)              | 39 (40%)      | 6.507 (48%)  | 150.948 (23%)           |
| Málaga    | 0             | 0            | 0 (0%)                  | 11 (11%)      | 835 (11%)    | 175.717 (12%).          |
| Sevilla   | 4 (4%)        | 407 (3%)     | 10.929 (1%)             | 22 (21%)      | 4.658 (33%)  | 187.860 (10%).          |
| Andalucía | 58 /8%)       | 3.507 (4%)   | 54.114 (1%)             | 176 (23%)     | 21.218 (24%) | 841.230 (11%).          |

## Estructura de la ley
- Título Preliminar. Artículos 1 al 6
- Título I, La ordenación urbanística. Artículos 7 a 43
- Título II, El régimen urbanístico del suelo. Artículos 44 a 68
- Título III, Instrumentos de intervención en el mercado del suelo. Artículos 69 a 84
- Título IV, La ejecución de los instrumentos de planeamiento. Artículos 85 a 159
- Título V, La expropiación forzosa por razón de urbanismo. Artículos 160 a 167
- Título VI, La disciplina urbanística. Artículos 168 a 190
- Título VII, Las infracciones urbanísticas y sanciones. Artículos 191 a 226

- -8 disposiciones adicionales
- -9 disposiciones transitorias
- -1 disposición derogatoria.
- -1 disposición final.

## Título I, La ordenación urbanística
Se desarrollan los instrumentos de planeamiento, así como el resto de instrumentos de ordenación
- Planeamiento general: Planes generales de ordenación urbanística, Planes de Ordenación intermunicipal y planes de sectorización.
- Planeamiento de desarrollo:Planes parciales de ordenación, Planes especiales, Estudios de detalle y Catálogos.

Como restantes instrumentos de ordenación urbanística, la ley establece:
- Normativas directoras para la ordenación urbanística.
- Ordenanzas municipales de edificación y las ordenanzas municipales de urbanización.
- Actividades de interés público en terrenos con régimen del suelo no urbanizable.